# De Rolling por Colombia
De Rolling por Colombia es una película de comedia colombiana de 2013 dirigida y coescrita por Harold Trompetero y protagonizada por Jimmy Vásquez, Natalia Durán y el comediante Andrés López. La cinta recibió críticas desfavorables por parte de la prensa especializada. Manuel Kalmanovitz de la Revista Semana se refirió a la misma como una "celebración de la falsedad y del autoengaño nacional tan cínica como descomplicada".

## Sinopsis
La cinta cuenta la historia de un par de locutores radiales que deciden transmitir en vivo y en directo la segunda edición de la Vuelta a Colombia en bicicleta, aunque en realidad, debido a la falta de recursos para viajar tras el certamen, deciden inventar todo lo que sucede en la ruta sin salir de su emisora.

## Reparto
- Andrés López - Chucho
- Jimmy Vásquez - Pacho
- Natalia Durán - Margarita